# Themeda triandra
A Themeda triandra az egyszikűek (Liliopsida) osztályának perjevirágúak (Poales) rendjébe, ezen belül a perjefélék (Poaceae) családjába tartozó faj.
Nemzetségének a típusfaja.

## Előfordulása
A Themeda triandra előfordulási területe Afrika, Ausztrália, Ázsia és a Csendes-óceán egyes szigetei. Ausztráliában mindenhol megtalálható. A füves puszták és ligeterdők lakója. Habár a trópusokon is előfordul, a mérsékelt övet kedveli. Az időnkénti bozóttüzek jól fognak ennek a fűnek.

## Megjelenése
Ez az évelő növényfaj, akár 1,5-2 méter magasra is megnőhet. Fűcsomókat alkot, melyek 50 centiméter átmérőjűek is lehetnek. A levele 10-50 centiméter hosszú és 2-5 milliméter széles. Nyáron virágzik; a virágai nagy, vörösesbarna füzérekbe tömörülnek.

## Felhasználása
A csíkos gnú (Connochaetes taurinus) egyik kedvenc tápláléknövénye, bár ez a fű nemigen bírja a túllegelést. Emiatt Ausztráliában egyes helyeken veszélyeztetve van, az ember legelő háziállatai miatt. Afrikában az éhező emberek egyik ínségeledele. A legelő emlősállatokon kívül, egyes madarak is táplálkoznak e fűvel, például a hosszúfarkú özvegypinty (Euplectes progne). Néhol dísznövényként is használják.

## Képek

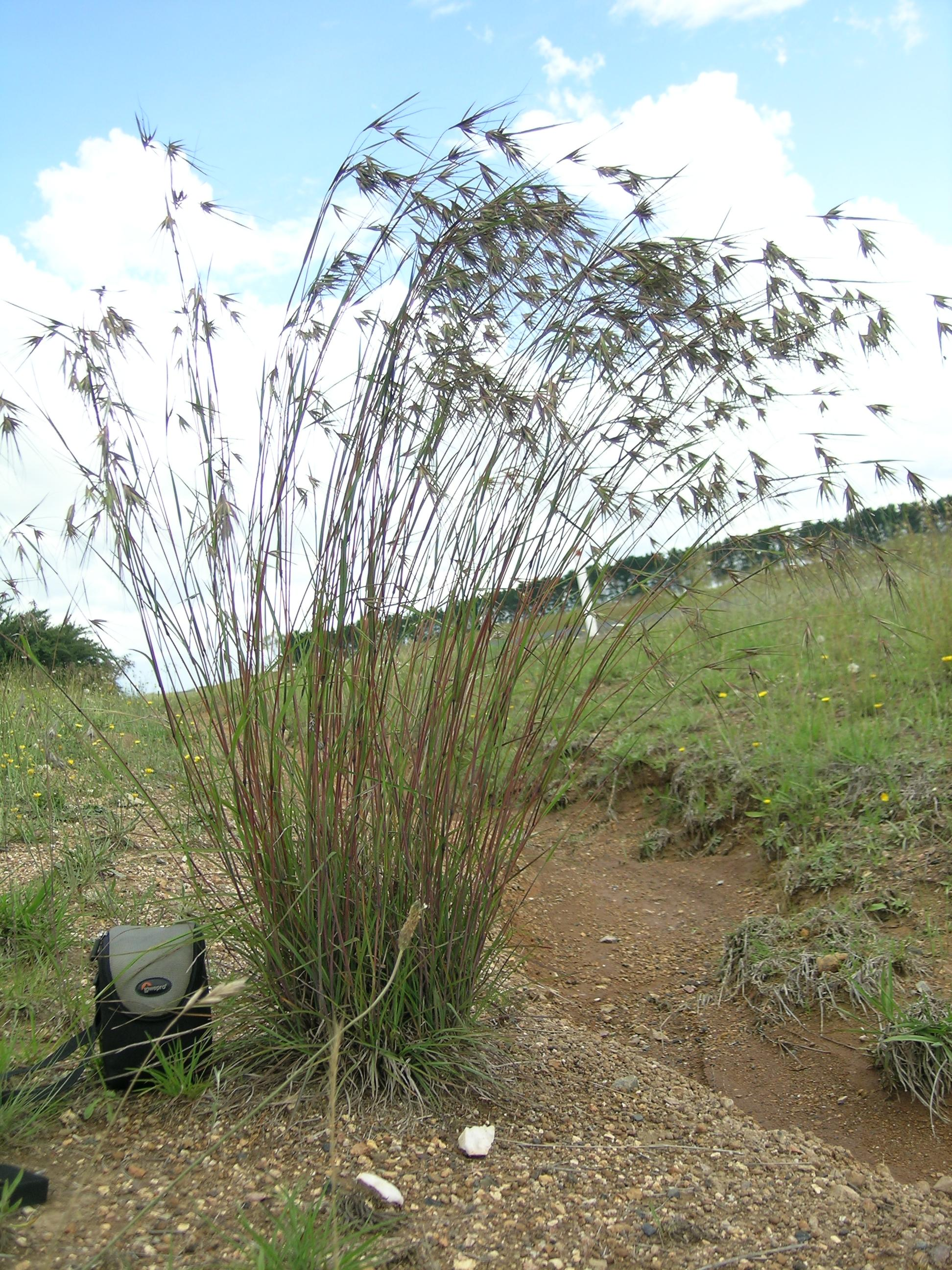
Csomót alkotva
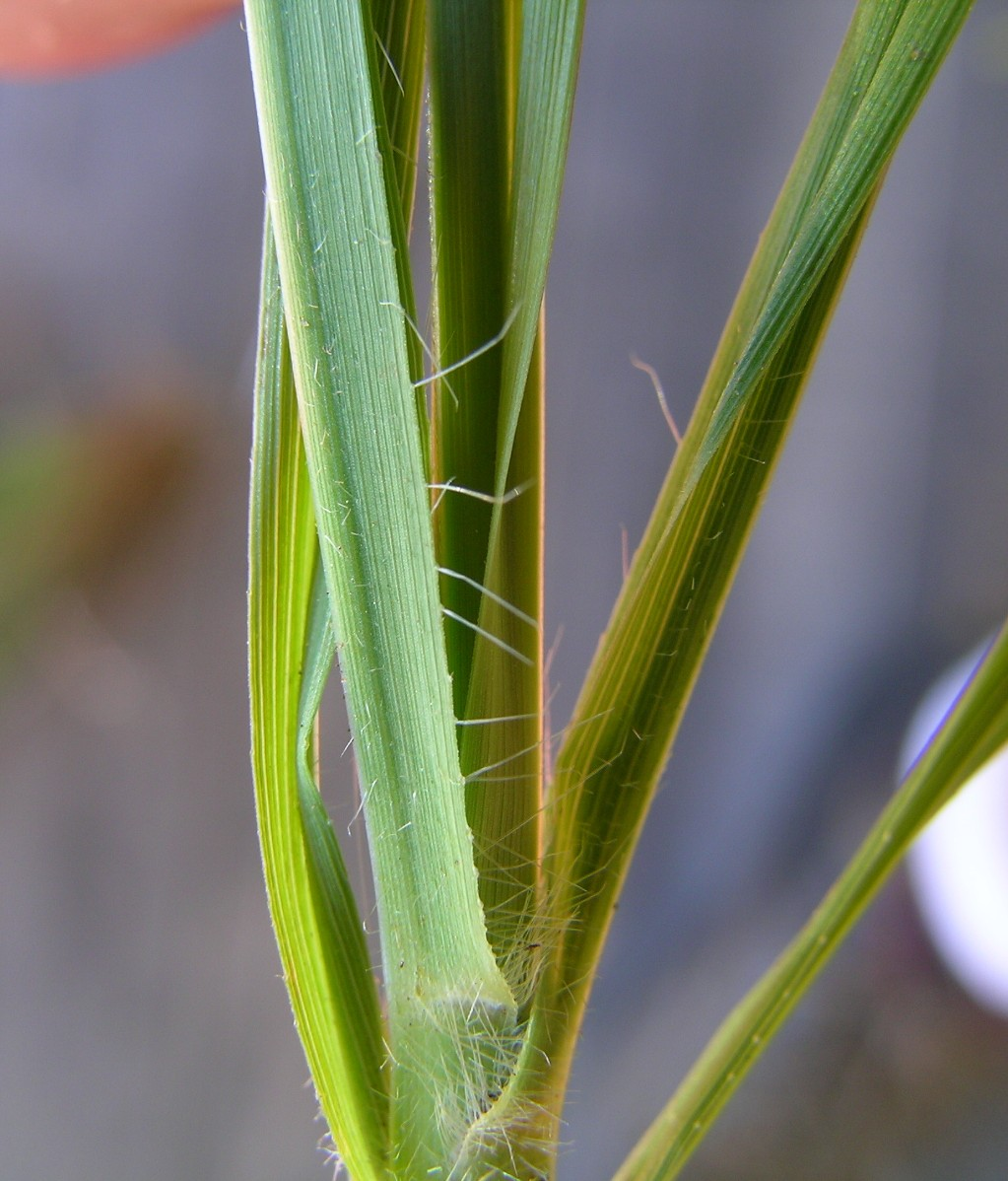
Levelei közelről
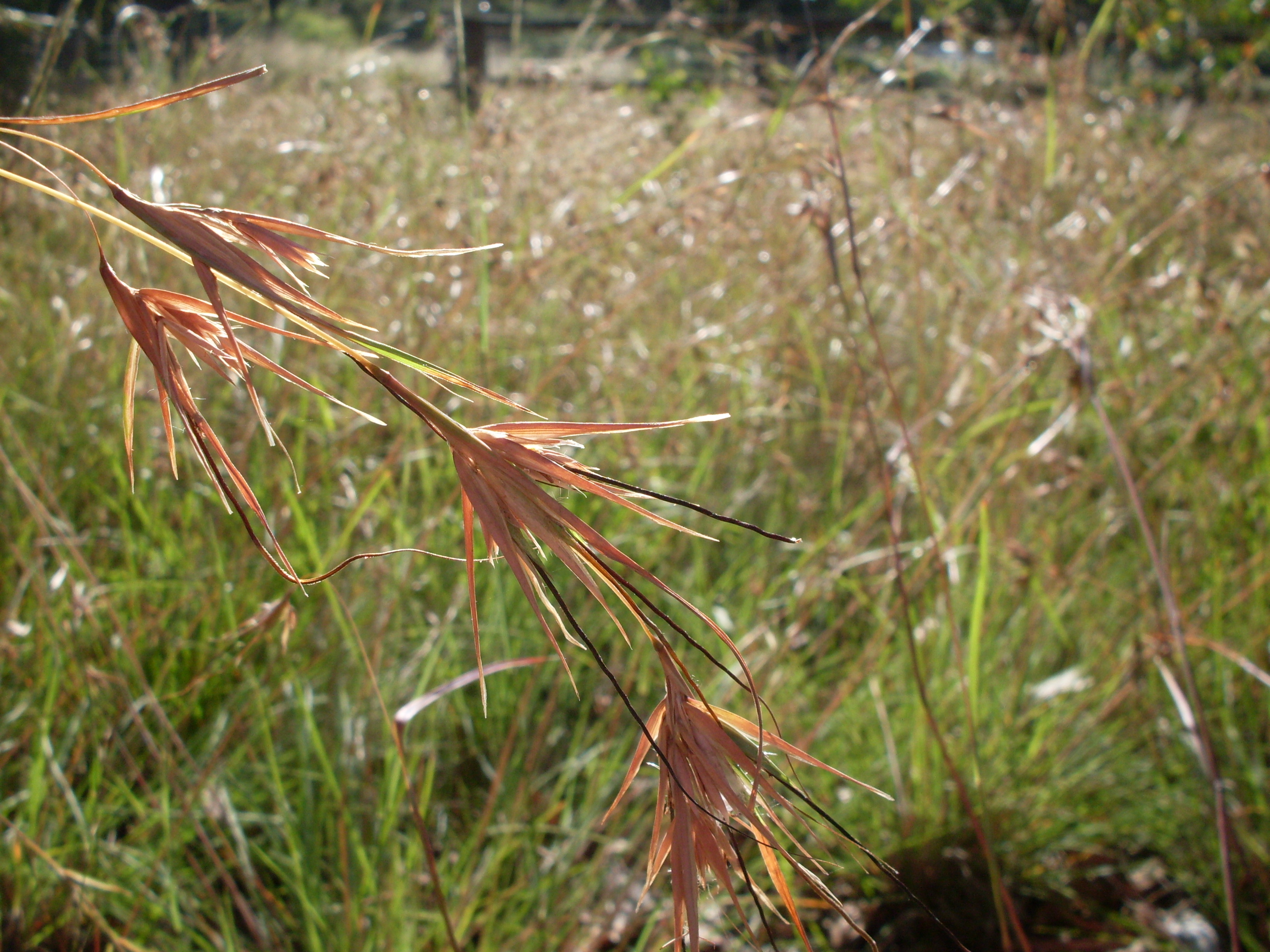
Virágzatai
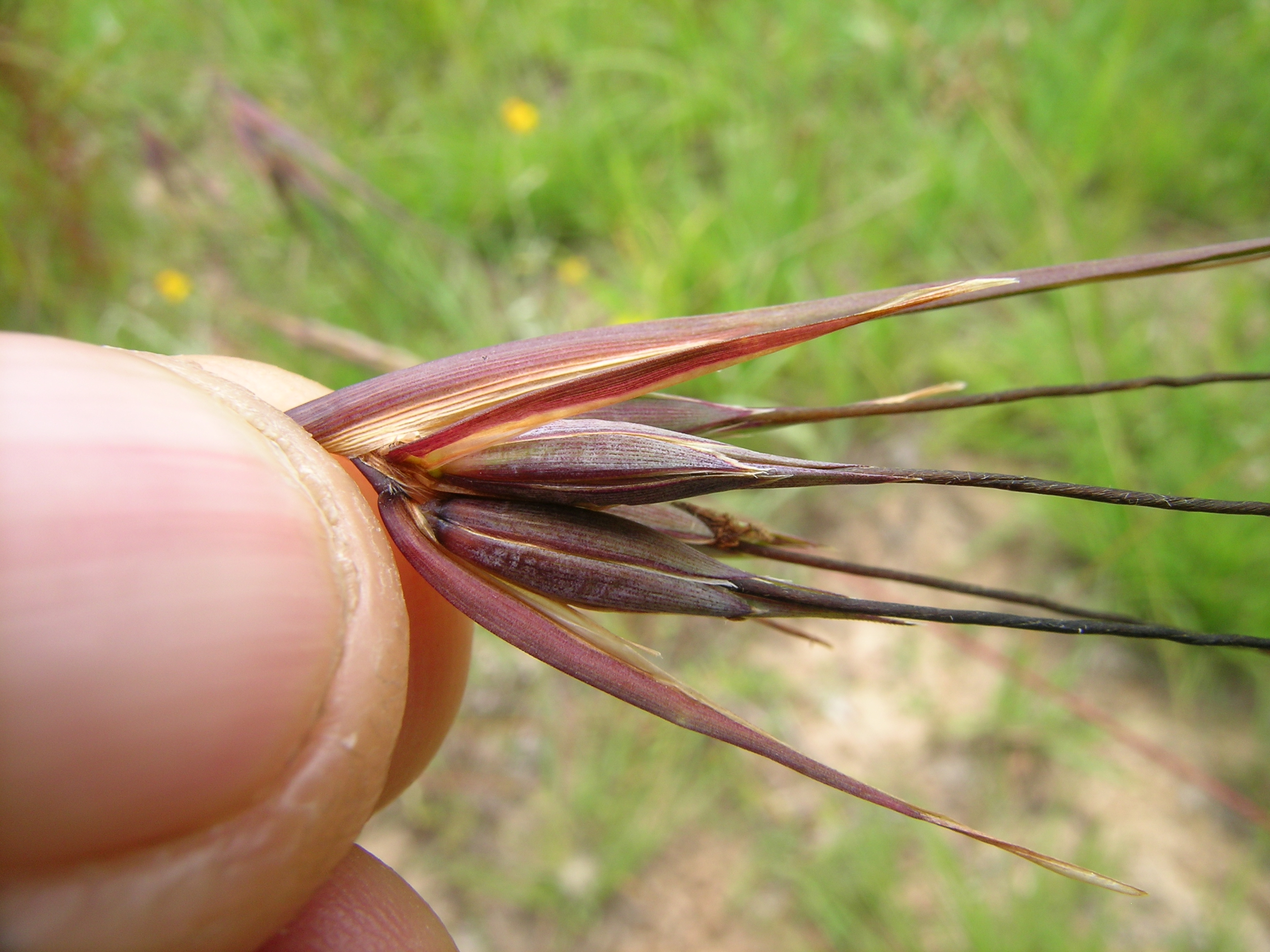
Termései

## Fordítás
- Ez a szócikk részben vagy egészben  a   Themeda triandra című angol Wikipédia-szócikk ezen változatának fordításán alapul.  Az eredeti cikk szerkesztőit annak laptörténete sorolja fel. Ez a jelzés csupán a megfogalmazás eredetét és a szerzői jogokat jelzi, nem szolgál a cikkben szereplő információk forrásmegjelöléseként.